# بانگ خاموش (فیلم ۱۹۶۱)
بانگ خاموش (انگلیسی: The Silent Call) یک فیلم درام آمریکایی است که در سال ۱۹۶۱ منتشر شد. این فیلم را استودیوهای قرن بیستم تولید نمود و در مه ۱۹۶۱ توزیع کرد. از بازیگران فیلم می‌توان به گیل راسل، راجر مبلی، روسکو آتس و سگی به نام اسپایک اشاره کرد.